# دن‌ژوان کرج
«دُن‌ژوان کرج» داستان کوتاهی از نویسندهٔ ایرانی، صادق هدایت است که نخستین بار در سال ۱۳۲۱ خورشیدی، همراه با هفت داستان دیگر در مجموعهٔ سگ ولگرد منتشر شد.

## خلاصهٔ داستان
داستان به شیوهٔ اول‌شخص مفرد نوشته شده‌است. راوی، که نمایندهٔ فکریِ خودِ نویسنده است، برای پرهیز از به‌جا آوردن رسم دیرین دید و بازدید سال نو به کرج می‌رود تا تعطیلات را در آن‌جا بگذراند. او ناخواسته در معرض ماجرایی عشقی قرار می‌گیرد و آن را به‌عنوان یک شاهد بی‌طرف و از دستِ اول نقل می‌کند.

## نقدها و دیدگاه‌ها
بگفتهٔ محمد علی همایون کاتوزیان، «دن‌ژوان کرج» یک کمدی دربارهٔ مردم طبقهٔ متوسط متجدد است.
بگفتهٔ محمد بهارلو، هدایت در وغ‌وغ ساهاب کمابیش همین مضمون را در قضیهٔ تیارتِ «طوفانِ عشقِ خون‌آلود» هجو کرده‌است. به‌باور بهارلو ساختار داستان، نوعی هجو و تعریض به رمان‌های پستِ عشق‌آلود است. آدم‌های داستان —حسن و نامزدش و دن‌ژوان— که یک مثلث عشقی را می‌سازند، از روی رمان‌های سطحیِ عاشقانه ساخته شده‌اند. راوی یا نویسنده هیچ‌یک از آدم‌های داستان را محکوم نکرده و دربارهٔ آن‌ها با قطعیت حکم نمی‌کند. در عوض قضاوت‌های آدم‌های داستان دربارهٔ خودشان، تُند و کینه‌توزانه و بی‌رحمانه است. آن‌ها هرچند که یکدیگر را به «بی‌اخلاقی» متهم می‌کنند، خودشان در عمل، مرتکب آن می‌شوند. بگفتهٔ بهارلو، از نظر زن و دن‌ژوان چیزی به‌نام عشق وجود ندارد، زیرا آن‌ها از غریزه و هوس‌های زودگذر خود پیروی می‌کنند و به‌نظر می‌رسد که از یک جَنَم هستند.